# Jordy Clasie
Jordy Clasie (Haarlem, 27 giugno 1991) è un calciatore olandese, centrocampista dell’AZ Alkmaar.

## Caratteristiche tecniche
Mediano incontrista, ma dotato di buona tecnica. Le sue qualità sono il passaggio filtrante, il cross e i tackle in scivolata. Per le sue doti è stato considerato come il possibile erede di Xavi, tanto che in patria è noto come Dutch Xavi (lo Xavi olandese).

## Statistiche

### Presenze e reti nei club
Statistiche aggiornate al 3 marzo 2025.
| Stagione           | Squadra            | Campionato         | Campionato | Campionato | Coppe nazionali | Coppe nazionali | Coppe nazionali | Coppe continentali | Coppe continentali | Coppe continentali | Altre coppe | Altre coppe | Altre coppe | Totale | Totale |
| Stagione           | Squadra            | Comp               | Pres       | Reti       | Comp            | Pres            | Reti            | Comp               | Pres               | Reti               | Comp        | Pres        | Reti        | Pres   | Reti   |
| ------------------ | ------------------ | ------------------ | ---------- | ---------- | --------------- | --------------- | --------------- | ------------------ | ------------------ | ------------------ | ----------- | ----------- | ----------- | ------ | ------ |
| 2010-2011          | Excelsior          | ED                 | 32+2       | 2          | CO              | 1               | 0               | -                  | -                  | -                  | -           | -           | -           | 35     | 2      |
| 2011-2012          | Feyenoord          | ED                 | 33         | 3          | CO              | 0               | 0               | -                  | -                  | -                  | -           | -           | -           | 33     | 3      |
| 2012-2013          | Feyenoord          | ED                 | 33         | 2          | CO              | 2               | 0               | UCL+UEL            | 2+2                | 0                  | -           | -           | -           | 39     | 2      |
| 2013-2014          | Feyenoord          | ED                 | 32         | 1          | CO              | 3               | 0               | UEL                | 2                  | 0                  | -           | -           | -           | 37     | 1      |
| 2014-2015          | Feyenoord          | ED                 | 31+2       | 2          | CO              | 1               | 0               | UCL+UEL            | 2+10               | 0+0                | -           | -           | -           | 46     | 2      |
| 2015-2016          | Southampton        | PL                 | 22         | 0          | FACup+CdL       | 1+1             | 0               | UEL                | 1                  | 0                  | -           | -           | -           | 25     | 0      |
| 2016-2017          | Southampton        | PL                 | 16         | 1          | FACup+CdL       | 2+4             | 0+1             | UEL                | 2                  | 0                  | -           | -           | -           | 24     | 2      |
| Totale Southampton | Totale Southampton | Totale Southampton | 38         | 1          |                 | 8               | 1               |                    | 3                  | 0                  |             | -           | -           | 49     | 2      |
| ago. 2017-2018     | Club Bruges        | D1                 | 17+3       | 0          | CB              | 5               | 1               | UCL+UEL            | -                  | -                  | -           | -           | -           | 25     | 1      |
| 2018-2019          | Feyenoord          | ED                 | 33         | 1          | CO              | 4               | 0               | UEL                | 2                  | 0                  | SO          | 1           | 0           | 40     | 1      |
| Totale Feyenoord   | Totale Feyenoord   | Totale Feyenoord   | 160+2      | 9          |                 | 10              | 0               |                    | 20                 | 0                  |             | 2           | 0           | 195    | 9      |
| 2019-2020          | AZ Alkmaar         | ED                 | 18         | 0          | CO              | 3               | 0               | UEL                | 11                 | 0                  | -           | -           | -           | 32     | 0      |
| 2020-2021          | AZ Alkmaar         | ED                 | 8          | 1          | CO              | 1               | 0               | UCL                | 2                  | 0                  | -           | -           | -           | 11     | 1      |
| 2021-2022          | AZ Alkmaar         | ED                 | 30+4       | 1+1        | CO              | 4               | 0               | UEL+UECL           | 1+7                | 0+1                | -           | -           | -           | 46     | 3      |
| 2022-2023          | AZ Alkmaar         | ED                 | 33         | 3          | CO              | 2               | 0               | UECL               | 18                 | 0                  | -           | -           | -           | 53     | 3      |
| 2023-2024          | AZ Alkmaar         | ED                 | 28         | 2          | CO              | 3               | 0               | UECL               | 8                  | 0                  | -           | -           | -           | 39     | 2      |
| 2024-2025          | AZ Alkmaar         | ED                 | 22         | 0          | CO              | 4               | 0               | UEL                | 9                  | 1                  | -           | -           | -           | 35     | 1      |
| Totale Az Alkmaar  | Totale Az Alkmaar  | Totale Az Alkmaar  | 139+4      | 7+1        |                 | 17              | 0               |                    | 56                 | 2                  |             | -           | -           | 236    | 10     |
| Totale carriera    | Totale carriera    | Totale carriera    | 399        | 20         |                 | 41              | 2               |                    | 79                 | 2                  |             | 2           | 0           | 520    | 24     |

### Cronologia presenze e reti in nazionale
| Cronologia completa delle presenze e delle reti in nazionale ― Paesi Bassi | Cronologia completa delle presenze e delle reti in nazionale ― Paesi Bassi | Cronologia completa delle presenze e delle reti in nazionale ― Paesi Bassi | Cronologia completa delle presenze e delle reti in nazionale ― Paesi Bassi | Cronologia completa delle presenze e delle reti in nazionale ― Paesi Bassi | Cronologia completa delle presenze e delle reti in nazionale ― Paesi Bassi | Cronologia completa delle presenze e delle reti in nazionale ― Paesi Bassi | Cronologia completa delle presenze e delle reti in nazionale ― Paesi Bassi |
| Data                                                                       | Città                                                                      | In casa                                                                    | Risultato                                                                  | Ospiti                                                                     | Competizione                                                               | Reti                                                                       | Note                                                                       |
| -------------------------------------------------------------------------- | -------------------------------------------------------------------------- | -------------------------------------------------------------------------- | -------------------------------------------------------------------------- | -------------------------------------------------------------------------- | -------------------------------------------------------------------------- | -------------------------------------------------------------------------- | -------------------------------------------------------------------------- |
| 7-9-2012                                                                   | Amsterdam                                                                  | Paesi Bassi                                                                | 2 – 0                                                                      | Turchia                                                                    | Qual. Mondiali 2014                                                        | -                                                                          | 50’                                                                        |
| 11-9-2012                                                                  | Budapest                                                                   | Ungheria                                                                   | 1 – 4                                                                      | Paesi Bassi                                                                | Qual. Mondiali 2014                                                        | -                                                                          | 6’                                                                         |
| 6-2-2013                                                                   | Amsterdam                                                                  | Paesi Bassi                                                                | 1 – 1                                                                      | Italia                                                                     | Amichevole                                                                 | -                                                                          | 46’                                                                        |
| 22-3-2013                                                                  | Amsterdam                                                                  | Paesi Bassi                                                                | 3 – 0                                                                      | Estonia                                                                    | Qual. Mondiali 2014                                                        | -                                                                          | 86’                                                                        |
| 26-3-2013                                                                  | Amsterdam                                                                  | Paesi Bassi                                                                | 4 – 0                                                                      | Romania                                                                    | Qual. Mondiali 2014                                                        | -                                                                          | 79’                                                                        |
| 15-10-2013                                                                 | Istanbul                                                                   | Turchia                                                                    | 0 – 2                                                                      | Paesi Bassi                                                                | Qual. Mondiali 2014                                                        | -                                                                          |                                                                            |
| 5-3-2014                                                                   | Saint-Denis                                                                | Francia                                                                    | 2 – 0                                                                      | Paesi Bassi                                                                | Amichevole                                                                 | -                                                                          |                                                                            |
| 17-5-2014                                                                  | Amsterdam                                                                  | Paesi Bassi                                                                | 1 – 1                                                                      | Ecuador                                                                    | Amichevole                                                                 | -                                                                          | 46’                                                                        |
| 9-7-2014                                                                   | San Paolo                                                                  | Paesi Bassi                                                                | 0 – 0 dts (2 – 4 dtr)                                                      | Argentina                                                                  | Mondiali 2014 - Semifinale                                                 | -                                                                          | 62’                                                                        |
| 12-7-2014                                                                  | Brasilia                                                                   | Brasile                                                                    | 0 – 3                                                                      | Paesi Bassi                                                                | Mondiali 2014 - Finale 3º posto                                            | -                                                                          | 90’                                                                        |
| 16-11-2014                                                                 | Amsterdam                                                                  | Paesi Bassi                                                                | 6 – 0                                                                      | Lettonia                                                                   | Qual. Euro 2016                                                            | -                                                                          | 20’                                                                        |
| 6-6-2015                                                                   | Amsterdam                                                                  | Paesi Bassi                                                                | 3 – 4                                                                      | Stati Uniti                                                                | Amichevole                                                                 | -                                                                          | 78’                                                                        |
| 13-11-2015                                                                 | Cardiff                                                                    | Galles                                                                     | 2 – 3                                                                      | Paesi Bassi                                                                | Amichevole                                                                 | -                                                                          | 86’                                                                        |
| 25-3-2016                                                                  | Amsterdam                                                                  | Paesi Bassi                                                                | 2 – 3                                                                      | Francia                                                                    | Amichevole                                                                 | -                                                                          | 46’                                                                        |
| 29-3-2016                                                                  | Londra                                                                     | Inghilterra                                                                | 1 – 2                                                                      | Paesi Bassi                                                                | Amichevole                                                                 | -                                                                          | 92’                                                                        |
| 7-10-2016                                                                  | Amsterdam                                                                  | Paesi Bassi                                                                | 4 – 1                                                                      | Bielorussia                                                                | Qual. Mondiali 2018                                                        | -                                                                          | 79’                                                                        |
| 9-11-2016                                                                  | Amsterdam                                                                  | Paesi Bassi                                                                | 1 – 1                                                                      | Belgio                                                                     | Amichevole                                                                 | -                                                                          | 15’                                                                        |
| Totale                                                                     |                                                                            | Presenze                                                                   | 17                                                                         |                                                                            | Reti                                                                       | 0                                                                          |                                                                            |

## Palmarès

### Club

#### Competizioni nazionali
- Campionato belga: 1

Club Bruges: 2017-2018
- Supercoppa dei Paesi Bassi: 1

Feyenoord: 2018